# Cyanistes flavipectus
Cyanistes flavipectus là một loài chim trong họ Paridae.